# Litoral Norte Alagoano
Litoral Norte Alagoano is een van de dertien microregio's van de Braziliaanse deelstaat Alagoas. Zij ligt in de mesoregio Leste Alagoano en grenst aan de Atlantische Oceaan in het oosten, de deelstaat Pernambuco in het noorden en de microregio's Mata Alagoana in het westen en zuidwesten en Maceió in het zuiden. De microregio heeft een oppervlakte van ca. 938 km². Midden 2004 werd het inwoneraantal geschat op 61.865.
Vijf gemeenten behoren tot deze microregio:
- Japaratinga
- Maragogi
- Passo de Camaragibe
- Porto de Pedras
- São Miguel dos Milagres

Mesoregio's: Agreste Alagoano · Leste Alagoano · Sertão Alagoano

Microregio's: Alagoana do Sertão do São Francisco · Arapiraca · Batalha · Litoral Norte Alagoano · Maceió · Mata Alagoana · Palmeira dos Índios · Penedo · São Miguel dos Campos · Santana do Ipanema · Serrana do Sertão Alagoano · Serrana dos Quilombos · Traipu